# Pedestal

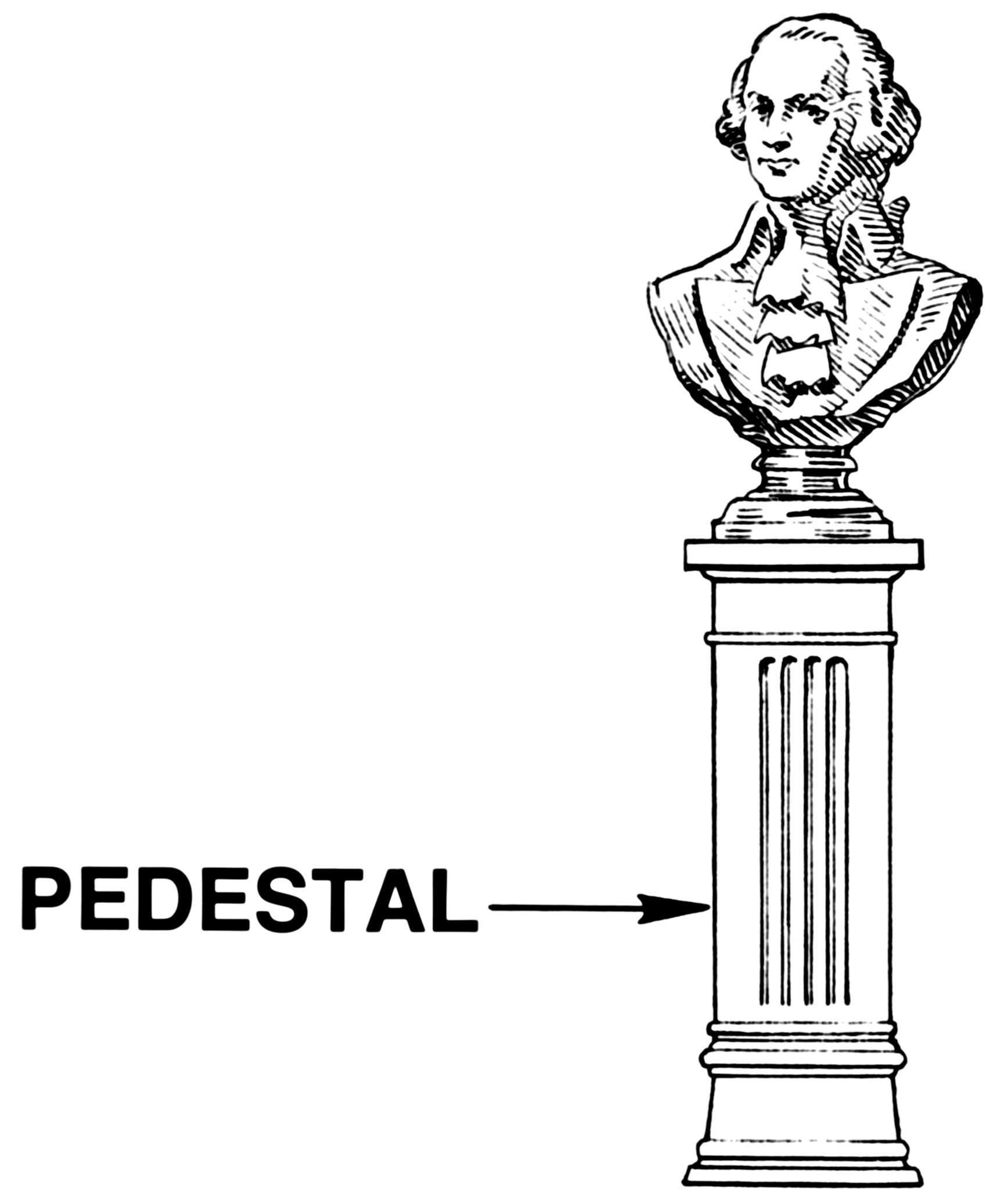

Em arquitectura, denomina-se pedestal o suporte prismático destinado a suster outro suporte maior, formando a parte inferior de uma coluna. 
Geralmente, é composto por três partes:
- Zócalo
- Dado ou neto
- Cornija

Quando o pedestal é corrido, e sustenta uma série de colunas, chama-se estilóbato, a parte superior deste diz-se estereóbato, e pode ser adornado com molduras.

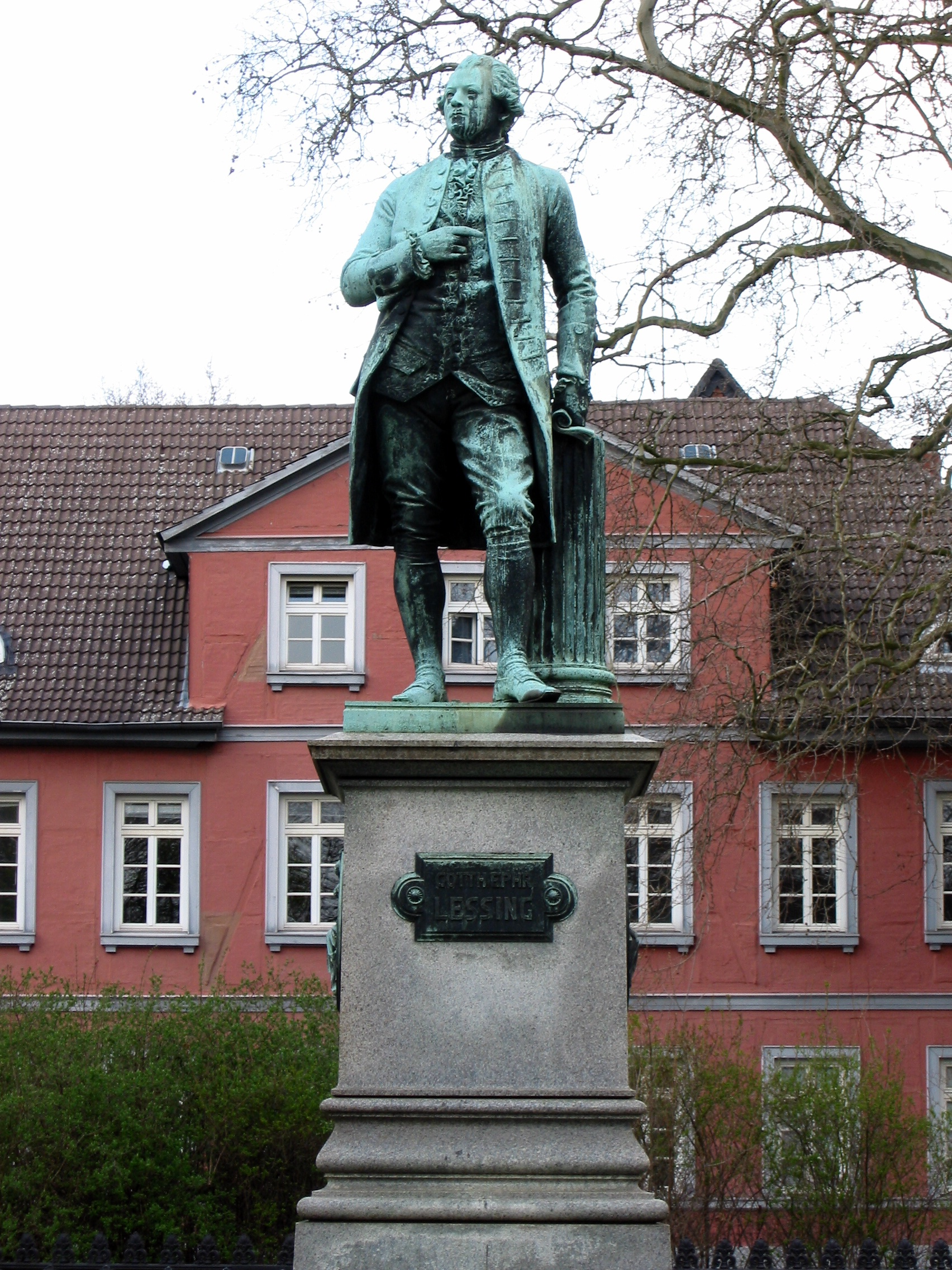
Estátua sobre um pedestal

O nome de pedestal é também dado ao suporte em forma de coluna curta e larga que sustem uma estátua, vaso ou objecto análogo. Por outro lado, chama-se pedículo quando a base funciona como pé, ou pequena coluna, onde se apoia um objecto maior que ela, por exemplo, uma pia baptismal ou um púlpito.